# Tetela del Volcán
Tetela del Volcán è una municipalità messicana, situata nella regione di Morelos, il cui capoluogo è la località omonima.